# Nutrabolt Stadium
Nutrabolt Stadium (anteriormente conhecido como Travis Field, Brazos Valley Bank Ballpark e Cellucor Field ) é um estádio de beisebol localizado em Bryan, Texas e lar do e do time de futebol Brazos Valley Cavalry, que disputa a  USL League Two . Também foi usado pelo time de beisebol Texas A&M Aggies em várias ocasiões desde sua inauguração em 1947. 

## História
Travis Field foi a antiga casa dos Bryan Bombers que fizeram parte da Lone Star League de 1947 a 1948 e da East Texas League em 1949, seguida pelos Bryan Sports da East Texas League em 1950, Bryan Majors da Big State League em 1953, e o Bryan Indians da Big State League em 1954. 
O time de beisebol Texas A&M Aggies jogou nos playoffs do Distrito 6 de 1959 contra o Arizona Wildcats em Travis Park porque o estádio Bryan acomodou mais do que o Kyle Baseball Field. O Texas A&M perdeu dois jogos no playoff de eliminação dupla, ambos por 1 a 0, para os Wildcats antes de uma multidão de 6.000.
De 1972 a 1975, o Texas A&M teve que jogar em casa no Travis Park, no centro de Bryan, já que os funcionários da escola haviam retirado o estádio de beisebol ( Kyle Baseball Field ) durante a expansão do Kyle Field . Os Aggies retornaram ao Kyle Baseball Field por duas temporadas completas antes de Olsen Field ser inaugurado em 1978.
O campo Cellucor é usado atualmente pelos Bombardeiros do Vale do Brazos da liga de verão do Texas Collegiate. Bombardeiros do Vale do Brazos em 2007. 
Em janeiro de 2017, foi anunciado que o clube de futebol da Premier Development League Brazos Valley Cavalry iria mandar seus jogos no estádio.